# Руис, Самуэль

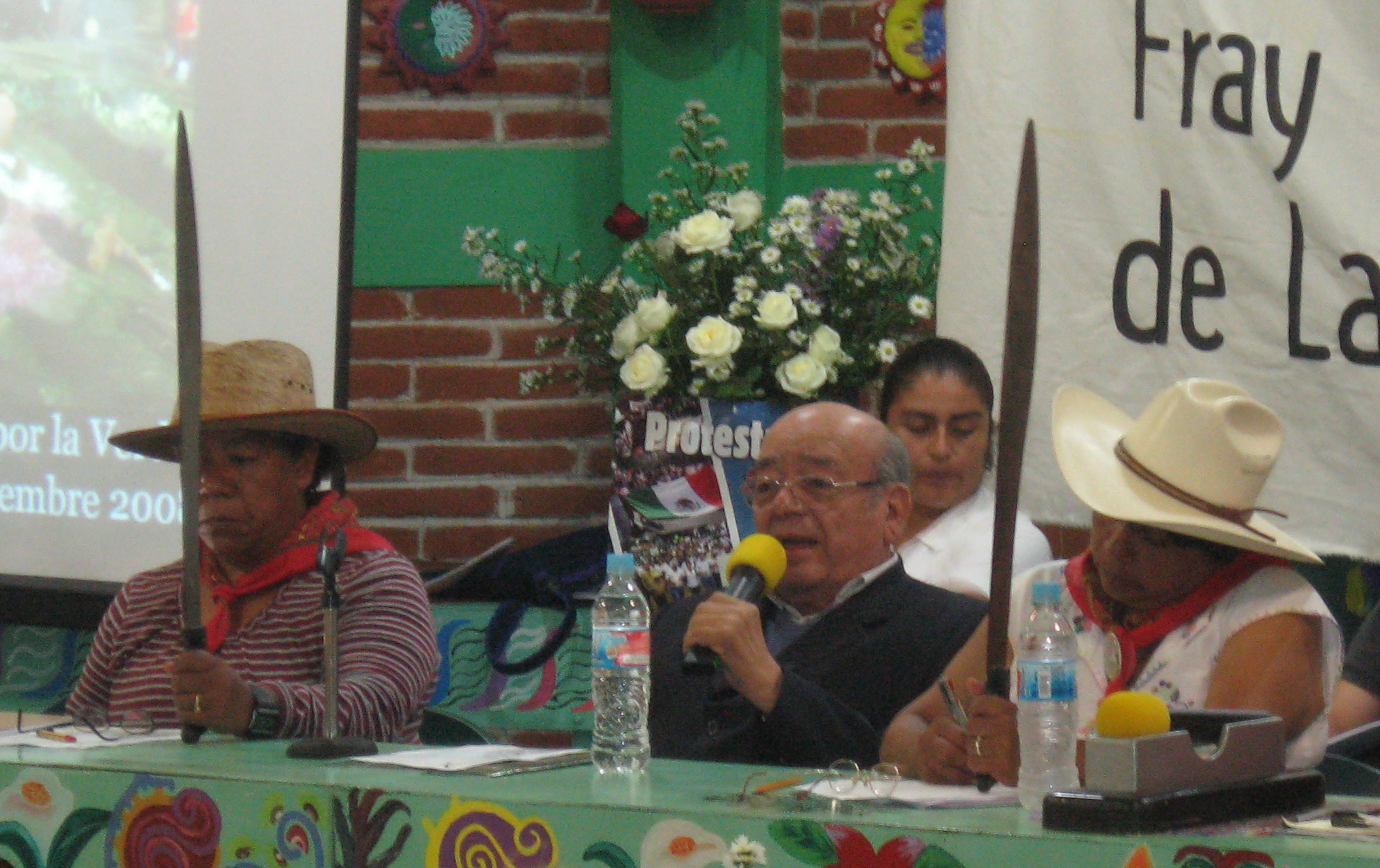
Самуэль Руис Гарсия с активистами из Атенко (2009)

Самуэль Руис Гарсия (исп. Samuel Ruiz García; 3 ноября 1924, Гуанахуато, Мексика — 24 января 2011) — мексиканский католический прелат, служивший епископом епархии Сан-Кристобаль-де-лас-Касас (штат Чьяпас) на протяжении четырёх десятилетий, с 1959 по 1999 год.
Стал известен как «епископ индейцев» и выдающийся защитник коренных народов. Служил медиатором в нескольких латиноамериканских конфликтах, особо отличился посредничеством у себя на вотчине, во время противостояния между леворадикальными повстанцами из Сапатистской армии национального освобождения (САНО) и властями из Институционально-революционной партией (ИРП), чьё непрерывное нахождение у власти более семидесяти лет ознаменовалось зачастую невыгодной для коренного населения Чьяпаса политикой.
Вдохновленная теологией освобождения, охватившей Католическую церковь в Латинской Америке с 1960-х годов, епархия Руиса помогла сотням тысяч бедняков из коренных народов майя в Чьяпасе, бывших одними из наиболее маргинализированных сообществ Мексики. Утверждалось, что деятельность епископа Руиса вдохновила как пацифистов из движения Лас-Абехас, так и партизан из САНО.

## Ранние годы и семинария
Самуэль Руис Гарсия был первым из пяти детей в скромной семье горничной Гваделупе Гарсии и сельскохозяйственного работника Макловио Руиса Мехии:20. Руис получил католическое воспитание во время восстания кристерос, когда церковь подвергалась преследованиям.
В возрасте пятнадцати лет Руис окончил среднюю школу и семинарию в Леоне, штат Гуанахуато. Он продолжил обучение в иезуитском Григорианском университете в Риме, где сосредоточился на Священном Писании, получив докторскую степень по философии и теологии в 1952 году. В 1949 году он был рукоположен в священники:21.

## Священство

### Начало служения
Получив докторскую степень в Григорианском университете, Руис в 1954 году вернулся в Гуанахуато, где преподавал в семинарии Леона. В 1960 году Руис был рукоположен в епископа епархии Сан-Кристобаль-де-лас-Касас в мексиканском штате Чьяпас, где он оставался до выхода на пенсию в 2000 году. Сан-Кристобаль-де-лас-Касес в основном расположен в горной местности Чьяпаса и включает в основном бедные коренные общины, говорящие на различных языках майя.
В первые годы своего епископства Руис придерживался традиционных взглядов на Церковь и евангелизацию:111. Подобные методы евангелизации «сверху вниз» ориентировались на западные образцы, а катехизаторы часто внушали местному населению идеи пассивности вместо повышения их самосознания, что соответствовало политике властей того времени, часто под предлогом «развития» и «цивилизаторства» по отношению к индейцам:72. К тому же, в первом пастырском письме Руис заявлял об опасности распространения коммунизма в Мексике: «За доктриной, выставляющей напоказ знамя социальной справедливости, коммунизм скрывается во лжи, лицемерии, обмане и клевете»:21.

### Знакомство с реалиями коренных народов
Вскоре после прибытия в Сан-Кристобаль Руис отправился на муле в поездку по своей епархии, посетив все города и деревни, находившиеся под его юрисдикцией. Во время своих путешествий он обнаружил невероятную нищету, в которой пребывали коренные общины его епархии, осознав истинное положение дел для рядовыъ чьяпасцев:111. При помощи своего УКВ-радио он, называя себя «Путником» (El Caminante), передавал общую информацию о районе, сообщения о состоянии дорог в той или иной горной местности, рассказывал местные анекдоты; эти радиопередачи были весьма популярны среди дальнобойщиков и шоферов, многие из которых и не догадывались, что Путник — это епископ чьяпасский,
Его пастырское послание 1993 года отражает приобретённый в этих поездках опыт: Руис признаёт, что его начальные действия на посту были разрушительными для коренной культуры, ведь «у нас были только наши собственные этноцентрические критерии для оценки обычаев. Не осознавая этого, мы были на стороне тех, кто угнетал коренное население»:23. Руис начал постепенно выявлять системы угнетения, подвергать сомнению поддерживающих их деятелей церкви, сталкиваться с властями и армией. Он открыто заявлял, что бедные жители Чьяпаса являются жертвами структурного угнетения и институционализированного насилия, призывая коренные общины приняться за социальные изменения и взять своё будущее в собственные руки.
Под впечатлением от опыта обращений в веру местного населения он решил заняться проблемами жителей майя и разработать инкультурированный подход к католицизму и евангелизации коренных народов. Руис «научился говорить на четырёх языках майя».

### II Ватиканский собор (1962—1965)
В 1962 году собрался Второй Ватиканский собор (1962—1965), на котором основное внимание было уделено социальной ответственности христиан и открытию Церкви для богословского развития и диалога. II Ватиканский собор призвал переводить проповеди и читать их на местных языках, а также активнее вовлекать Церковь в решение социальных проблем, особенно в Центральной и Южной Америке:25. Для Руиса участие во Втором Ватиканском соборе дало почву и время для размышлений о его собственных прежних решениях, что увело его от несколько наивного энтузиазма первых лет епископства:25. Именно Второй Ватиканский собор вдохновил Руиса на перевод Священного Писания на местные языки.

### Медельинская конференция (1968)
В 1967 году епископ Руис стал президентом (председателем) Мексиканского епископского комитета по делам коренных народов (CEPI), а в 1968 году он был назначен президентом Департамента миссий Конференции епископов Латинской Америки (CELAM), также известной как Медельинская конференция. Эту должность он занимал до 1972 года, когда на выборах генерального секретаря был избран архиепископ Альфонсо Лопес Трухильо, приступивший к замене прогрессивных руководителей департаментов вроде Руиса своими консервативными союзниками:25.
На этой конференции, состоявшейся в Медельине (Колумбия) в 1968 году, был достигнут консенсус о том, что истоки бедности и угнетения в Латинской Америке кроются в системной проблеме, возникшей из несправедливостей капитализма и империализма:72. Как и многие его единомышленники, начиная с Густаво Гутьерреса, Руис обнаружил некоторое сходство между растущей заботой подобных ему священников о бедных и лишённых избирательных прав в своей пастве и марксистским подходом к классовому анализу, подчёркивавшим коренной конфликт между капиталом и трудом, кроющийся в эксплуатации рабочих «предпринимателями, следующими принципу максимальной прибыли». Такой подход также нашёл основания в теориях зависимости.
Многие в католической церкви осудили эти идеи как коммунизм, утверждая, что они подрывают миссию церкви и низводят Евангелие до чисто земного и мирской суеты. Враждебностью ответили не только консервативные церковные иерархи, но и правительства стран Латинской Америки и США. Последние поддерживали латиноамериканские военные диктатуры в их терроре против сторонников теологии освобождения и малоинтенсивных боевых действиях против партизанских групп.

### Изменения в епархии Чьяпаса
Епархия Сан-Кристобаль-де-лас-Касас (Чьяпас) под руководством Самуэля Руиса начала переосмысливать методы евангелизации и отказываться от традиционного подхода, предполагающего европеизацию коренных народов, вместо этого воплощая Евангелие в местную культуру каждой общины. С участием епископа была создана «сеть катехистов». Катехизаторы больше не доносили Слово Божье до общин «свысока», а инкорпорировали Евангелие в культурные традиции и повседневную жизнь коренных народов:73. Это предусматривало необходимость изучать культуру и языки Чьяпаса, переводить Библии на языки коренных народов, организовывать службы и дискуссии на языках коренных народов, а также включать местные обычаи в христианские традиции:114. Эта деятельность позволила беднякам Сан-Кристобаля обнаруживать параллели между их собственным опытом угнетения и библейскими сюжетами вроде Исхода.
Вместо сосредотачивания сугубо на отвлечённых религиозных вопросах катехизаторы теперь поощряли обсуждение экономических и политических проблем, влиявших на повседневную жизнь людей:72. На смену проповеди пассивности пришло развитие базовых общин, составивших основу для коллективных действий. Неимущие индейцы больше не мирились с «низкой заработной платой на плантациях, отсутствием гарантий права на землю, коррупцией в государственных учреждениях и злоупотреблениями торговцев и землевладельцев» — напротив, обращали «свою религиозную веру и толкование Библии для достижения конкретных решений насущных проблем». «Бедные должны быть главными действующими лицами своей собственной истории», — говорил Руис на одном из конгрессов в 1974 году.

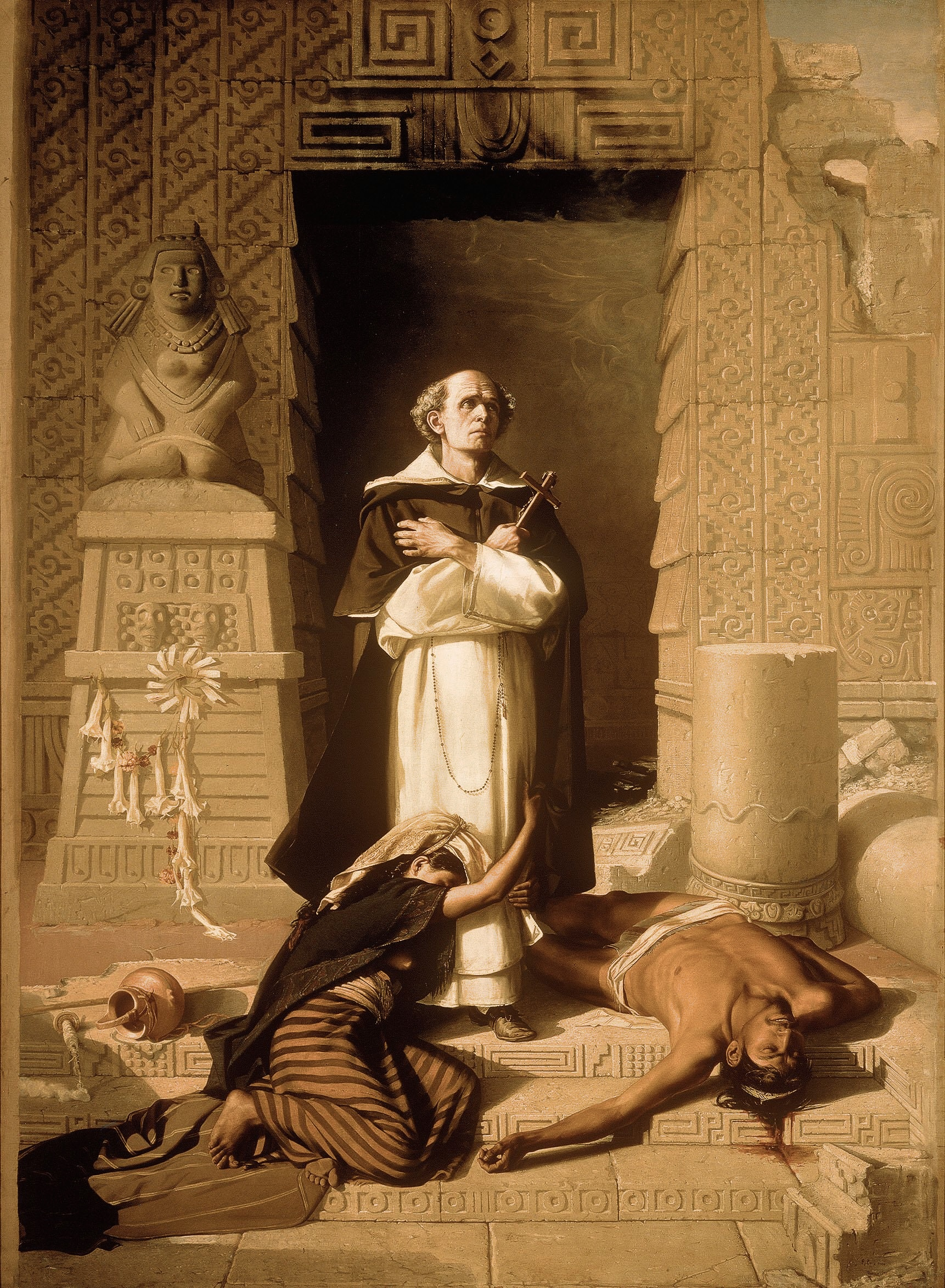
Бартоломе де лас Касас, в честь которого епископ Руис назвал центр по правам человека, изображён как Спаситель индейцев на картине Феликса Парры.

В 1989 году епископ Руис вместе с журналистом и правозащитником Амадо Авенданьо Фигероа основал Центр по правам человека имени Бартоломе де Лас Касаса, чтобы противостоять росту насилия против крестьян и активистов коренных народов в его епархии.
Однако теология освобождения представлялась угрожающей власть имущим, усиливавшим угнетение сельской и городской бедноты в Мексике и других частях Латинской Америки. Места, где католики распространяли новые способы толкования Библии и поощряли бедных бороться за свои права, клеймились марксистскими, и проправительственные военизированные формирования в ходе «контрповстанческих кампаний» зачастую осуществляли террор против мирных жителей, подозреваемых в поддержке вооружённой и остальной левой оппозиции. В Мексике тоже происходила собственная «Грязная война», и всё больше местных жителей увязывали свою бедность с репрессиями властей ИРП, отсутствием свободы и демократии. Выступления Руиса Гарсии также нередко вызывали недовольство властей — как светских, так и церковных. Ему рекомендовали быть более осторожным в выражениях.

## Восстание сапатистов и медиация

### Выступление САНО
В августе 1993 года во время визита папы Иоанна Павла II в Мексику (Юкатан) епископ Руис Гарсия предупреждал понтифика о взрывоопасной обстановке в Чьяпасе, вызванной неравенством и несправедливостью распределения доходов. 1 января 1994 года, в день вступления в силу НАФТА, несколько сотен партизан заняли пути и правительственные учреждения в Сан-Кристобаль-де-лас-Касас и других городах в высокогорье. Ответственность взяла ранее неизвестная Сапатистская армия национального освобождения (САНО), названная в честь Эмилиано Сапаты, ведущей фигуры Мексиканской революции, ставшего символом равенства и социальной справедливости, особенно на сельском юге страны. ИРП, монополизировавшая власть в течение почти 70 лет, пыталась подавить выступление сапатистов силой:47.
К тому же, негодующее мексиканское правительство, которое годами подавляло протесты в Чьяпасе, в том числе для достижения условий, необходимых для вступления в НАФТА, объявило одним из вдохновителей восстания сапатистов пастырскую деятельность епископа Руиса. Власти организовали целую медийную кампанию против епископа, называя его «идеологом насилия». В феврале 1994 года богатые землевладельцы вывели против него демонстрацию протеста, осыпая клирика оскорблениями.

### Посреднические усилия епископа и преследования
Размышляя об этих событиях, епископ Руис позже объяснил: «Стало ясно, что епархия не могла оставаться в стороне от сложившейся ситуации. Наша задача заключалась не в том, чтобы представлять сапатистов перед правительством или правительство перед сапатистами, а в том, чтобы предложить посредничество, которое могло бы обеспечить взаимное доверие на переговорах». Сапатистская армия национального освобождения (САНО) привлекла национальное и международное внимание на переговорах, где Руис был избран посредником, а партизаны требовали не только конституционного признания, но и реформирования государственных и системных структур, в которых усматривали корни угнетения. C 21 февраля по 2 марта 1994 года в соборе Сан-Кристобаля при посредничестве епископа Руиса происходил мирный диалог между командованием САНО и представителем правительства Мануэлем Камачо Солисом, которому были переданы требования восставших. 
После того, как 9 февраля 1995 года субкоманданте Маркос был опознан как Рафаэль Гильен, президент Эрнесто Седильо принял ряд решений, полностью противоречивших ранее определённым плану действий и соглашениям, в которых всего за 3 дня до этого он уполномочил своего министра внутренних дел Эстебана Моктесуму пойти на компромисс с Маркосом в Гваделупе-Тепейаке. Седильо отправил мексиканскую армию на поимку или ликвидацию спикера повстанцев, даже не посоветовавшись со своими министрами. Были выданы ордера на арест против Маркоса, Хавьера Элорриаги Бердеге, Сильвии Фернандес Эрнандес, Хорхе Сантьяго, Фернандо Янеса, Хермана Висенте и других сапатистских вожаков. САНО в Лакандонской сельве оказалась под военной осадой мексиканской армии. 9 февраля 1995 года был схвачен Хавьер Элорриага, за чем последовали дальнейшие репрессивные действия силовиков.
Последние дошли до крайностей: среди прочих, был арестован и сам епископ Самуэль Руис Гарсия — за «содействие сокрытию партизанской деятельности сапатистов» (на деле, эта деятельность была публичной за несколько лет до восстания, о чем сообщалось в журнале Proceso, но как раз мексиканское правительство пыталось скрыть её). Ущерб был нанесён и недавно восстановленным дипломатическим отношениям между Мексикой и Ватиканом, и без того серьёзно пострадавшим от убийства 24 мая 1993 года кардинала Хуана Хесуса Посадаса Окампо.

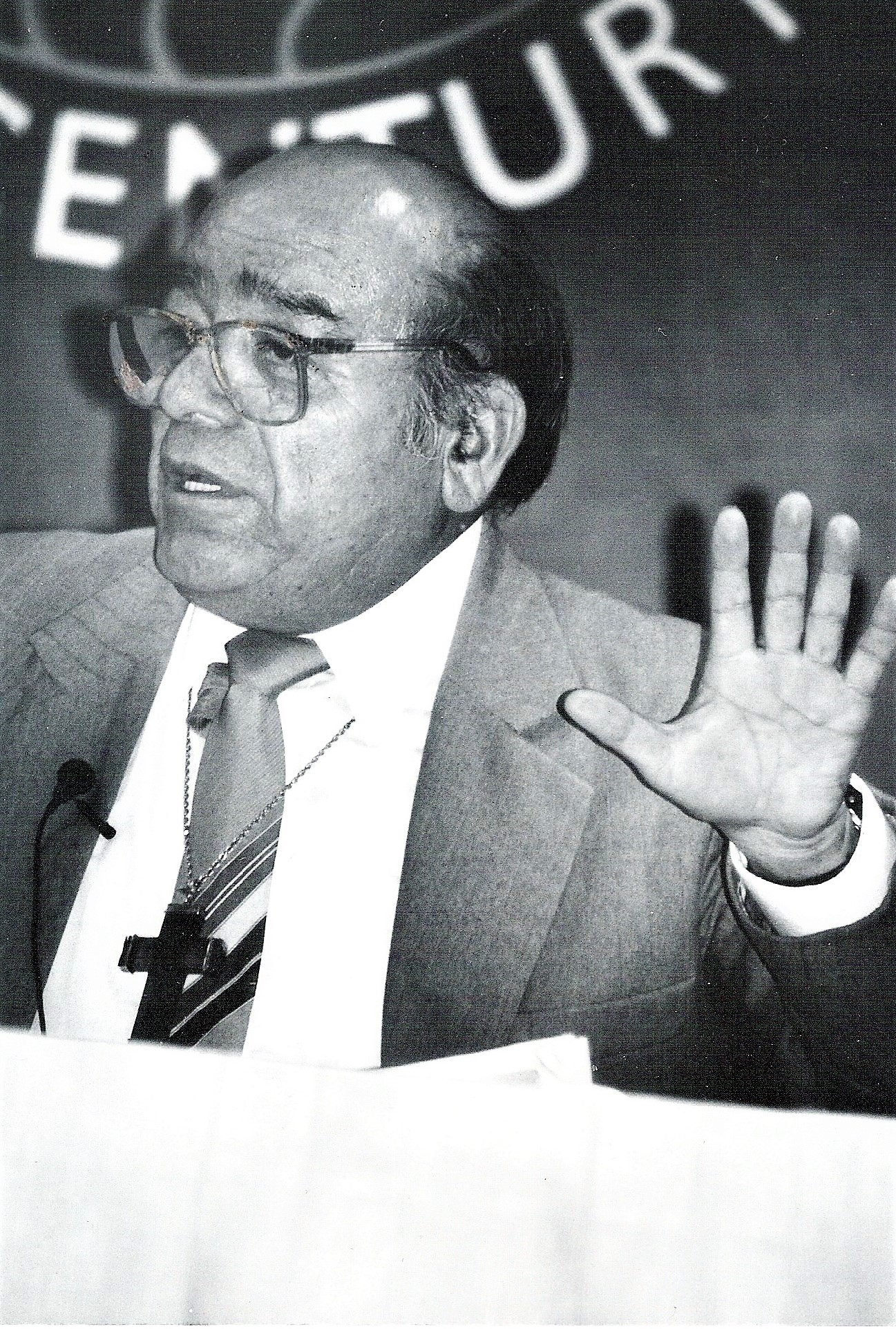
Епископ Руис на симпозиуме в Кливленде (1996)

Международная амнистия и впредь сообщала, что епископ Руис и другие священнослужители подвергаются гонениям и запугиваниям, включая угрозы расправы. Против него были направлены несколько покушений со стороны парамилитарных структур, посылались недвусмысленные угрозы ему и его пожилой сестре. Так, накануне визита папы римского, епископ стал мишенью покушения 4 ноября, а его сестра — через два дня.
Субкоманданте Маркос отреагировал на репрессии властей незамедлительно, отправив министру Моктесуме сообщение «Увидимся в аду». Сигналы в пользу быстрого военного решения усиливались. Факты, казалось, подтверждали обвинения, высказанные Мануэлем Камачо Солисом 16 июня 1994 года, что причиной его отставки с поста комиссара по вопросам мира в Чьяпасе стал саботаж со стороны тогдашнего кандидата в президенты Эрнесто Седильо.
Под сильным политическим давлением глава МВД Мексики всё же поверил в возможность мирного решения, сделав ставку на стратегию по восстановлению диалога между мексиканским правительством и САНО. Заняв решительную позицию против действий 9 февраля, министр внутренних дел Эстебан Монктесума, подал заявление об отставке президенту Эрнесто Седильо, который её не принял, но согласился попытаться восстановить условия для диалога и переговоров. Рафаэль Гильен и его бывший коллега по колледжу иезуитов Макс Аппедоле обратились к ветерану никарагуанских событий Эдену Пасторе с просьбой подготовить доклад для заместителя министра внутренних дел Луиса Мальдонадо Венегаса, министра внутренних дел Эстебана Моктесумы и президента Эрнесто Седильо об ужасных последствиях военного решения и не террористических, а ненасильственных намерениях сапатистов.

### Сан-Андресские соглашения
Национальная и международная поддержка требований сапатистов возросла, и в 1996 году при посредничестве епископа Руиса между САНО и федеральным правительством были подписаны Сан-Андресские соглашения. Эти соглашения обязывали стороны уважать многообразие коренного населения Чьяпаса, предоставляли ему широкое самоуправление, а также право участвовать в определении планов развития, контролировать административные и судебные дела. Однако предложение о выполнении этих условий было принято САНО, но отклонено президентом Седильо.

## На покое
В 1998 году епископ Самуэль Руис ушел в отставку с должности посредника по мирному урегулированию, обвинив правительство в «симуляции» мирного процесса. Руис продолжал выступать в качестве защитника Чьяпаса и прав коренных народов до своей смерти в 2011 году. По достижении семидесяти лет, по законам Католической церкви Руис снял с себя епископское звание, и впредь служил священником в церкви Керетаро. После его отставки его сменил епископ Фелипе Арисменди Эскивель, сторонник прогрессивных социальных взглядов. В 2008 году по просьбе Народно-революционной армии экс-епископ Руис вновь был назначен медиатором для диалога с президентом Фелипе Кальдероном.

## Смерть
24 января 2011 года в возрасте 86 лет Самуэль Руис Гарсия скончался в больнице Ángeles del Pedregal в Мехико из-за дыхательной недостаточности и других осложнений, включая высокое кровяное давление и диабет. Во время мессы в Мехико другие епископы описывали Руиса как «человека, чьи действия обсуждались и осуждались частью общества, но для бедных и всех, кто с ним работал, Дон Самуэль был ярким светом».
Был похоронен в соборе Сан-Кристобаль-де-лас-Касаса. Во время визита в Мексику 2017 года папа римский Франциск после встречи с представителями индейских народов Чьяпаса направился на могилу епископа Самуэля Руиса Гарсии и провёл там некоторое время в молитве.
Старейшины племени цоциль звали Руиса «Татик Самуэль» (jTatic Samuel — «отец всех» либо «ходок»).

## Награды
В 1996 году Самуэль Руис получил премию «Pacem in Terris» за мир и свободу за борьбу с несправедливостью и узаконенным насилием в отношении бедных и угнетенных в его епархии Сан-Кристобаль-де-лас-Касас.
В 1997 году Руис получил премию имени Мартина Энналса для защитников прав человека.
В 2000 году Самуэль Руис был удостоен Международной премии имени Симона Боливара от ЮНЕСКО за его работу по защите коренных народов Чьяпаса, за его роль посредника между правительством и Сапатистской армией национального освобождения и за его приверженность поощрению прав человека и социальной справедливости для народов Латинской Америки.
В 2001 году он получил Нюрнбергскую международную премию по правам человека за неустанную защиту прав коренных народов мексиканского штата Чьяпас на протяжении более двух десятилетий.
Самуэль Руис также был номинирован на Нобелевскую премию мира в 1994, 1995 и 1996 годах, среди прочих, нобелевскими лауреатами Ригобертой Менчу и Адольфо Пересом Эскивелем.